# エンザルタミド
エンザルタミド（英語: Enzalutamide）は米国Medivation社が創薬したアンドロゲン受容体拮抗薬であり、去勢抵抗性前立腺癌(CRPC)に適応を持つ。商品名イクスタンジ。血清PSAを1ヶ月で最大89%低下させる。また、in vitroでは乳癌細胞の成長阻害も報告されている。開発コードMDV3100。
米国では2012年8月にFDAによりCRPCの治療薬として承認された。日本ではアステラス製薬が2014年3月に同効能・効果について承認を取得した。欧州では「化学療法施行歴のない成人男性における無症候性または軽度の症候性の転移性去勢抵抗性前立腺癌」について2014年12月に承認された。

## 前臨床試験
エンザルタミドはアンドロゲン受容体(AR)に対してビカルタミドより約5倍強く結合する。アンドロゲンの効果発現にはARの細胞核内への移動が必要であるが、ビカルタミドとは逆に、エンザルタミドはARの細胞核への移動を促進しない。加えて、ARとDNA、ならびにARとコアクチベーターの結合を阻害する。
また、AR発現を亢進させたLNCaP細胞（前立腺癌細胞株）にエンザルタミドを添加すると、ビカルタミドとは対照的にPSAとTMPRSS2の濃度が低下し、アンドロゲン依存性の遺伝子発現が抑制されることが確認された。AR発現が亢進したVCaP細胞（前立腺癌細胞株）では、エンザルタミドはアポトーシスを誘導する。（ビカルタミドは誘導しない。）さらにW741C変異ARに対しては、ビカルタミドはアゴニストとして作用するが、エンザルタミドはアンタゴニストとして作用する。
エンザルタミドは in vitro において乳癌のエストロゲン受容体に対してタモキシフェンと同様に作用し、さらにアンドロゲン受容体を阻害することが明らかにされている。

## 臨床試験
エンザルタミドは転移のある去勢抵抗性前立腺癌(mCRPC)に対して臨床的に有効である。PSA濃度は50%以上の患者で低下（化学療法未治療患者：65例中40例、化学療法既治療患者：75例中38例）した。読影に拠る病勢進行までの期間は中央値で56週間（化学療法未治療患者）と25週間（化学療法既治療患者）であった。
既治療のmCRPCに対する第III相臨床試験(AFFIRM)の結果、全生存期間の中央値はエンザルタミド群（n=800例）で18.4ヶ月、プラセボ群（n=399例）で13.6ヶ月であった。
そのほか、PSA濃度が半分以下に減少した患者の比率はエンザルタミド群54%対プラセボ群2%、PSAに拠る病勢進行までの期間（中央値）はエンザルタミド群8.3ヶ月対プラセボ群3.0ヶ月、読影に拠る病勢進行までの期間（中央値）はエンザルタミド群8.3ヶ月対プラセボ群2.9ヶ月等の結果が得られた。
未治療のmCRPCに対する第III相臨床試験(PREVAIL)の中間解析結果では、全生存期間のハザード比はプラセボ群に対してエンザルタミド群で0.70（95%信頼区間：0.59-0.83）で、生存期間の中央値はエンザルタミド群32.4ヶ月対プラセボ群30.2ヶ月、読影（ならびに死亡イベント）に拠る病勢進行までの期間（中央値）はエンザルタミド群NYR（95%信頼区間：13.8–上限値）対プラセボ群3.9ヶ月（95%信頼区間：3.7-5.4）（ハザード比：0.19）であった。
独立データモニタリング委員会がエンザルタミドのベネフィットを認め、試験が中止された。

## 副作用
日本の添付文書に拠れば、
- 国内第I/II相臨床試験での主な副作用は高血圧(14.9%)、便秘(14.9%)、疲労(12.8%)、食欲減退(12.8%)、体重減少(10.6%)および心電図QT延長(10.6%)等であった。
- 海外第III相試験での主な副作用は疲労(21.5%)、悪心(20.1%)、ほてり(15.0%)、食欲減退(12.6%)および無力症(10.0%)等であった。

また重大な副作用として痙攣発作(0.2%)と血小板減少（頻度不明）が記載されている。